# Шпионки (телесериал)
Шпионки (англ. She Spies) — сериал, запущенный 9 сентября 2002 года и завершивший существование 17 мая 2004 года. Состоял из двух сезонов, первые четыре серии были показаны по каналу NBC.

## Сюжет
Три подруги — Кэйси, Диди и Шэйн — стоят перед выбором: отправиться отбывать срок в тюрьме или же выйти на свободу и стать сотрудницами ФБР. Девушки решают пойти по пути исправления и начинают работать как специальные агенты, шпионки. Их глава — Джек, сотрудник ФБР, под чьим руководством подруги учатся выполнять задания, которые на первый взгляд кажутся очень сложными и невыполнимыми. Однако у них неплохо получается решать все проблемы, хотя при этом, разумеется, они попадают в большое количество непредсказуемых ситуаций.

## В ролях
- Наташа Хенстридж — Кейси МакБейн
- Кристин Миллер — Дидра «Диди» Каммингс
- Наташья Уильямс — Шейн Филлипс
- Карлос Джеккот — Джек Уилди
- Джеми Иглихарт — Дункан Болеу
- Кэмерон Даддо — Квентин Кросс